# 陈氏金清
陈氏金清（1993年9月18日—），也叫陈氏金青，越南女子足球运动员，司职守门员，目前效力于太原T&T女子足球俱乐部和越南国家女子足球队。她曾代表越南参加2023年国际足联女子世界杯。